# Чанбяо (острів)
Чанбяо — острів у складі Китайської Народної Республіки. Розташований на сході міста Нінде у провінції Фуцзянь за 1500 км на південь від Пекіна. Він займає 1,6 квадратних кілометрів.
Рельєф Чанбяо досить горбистий. Найвища точка острова — 151 метр над рівнем моря. Протяжність із півночі на південь — 1,3 км, зі сходу на захід — 2,6 км.
Помірний клімат. Середня річна температура 16 °C. Найспекотніший місяць — липень, 24 °C, а найхолодніший — лютий з 8 °C. Середня кількість опадів 1950 міліметрів на рік. Найвологіший місяць — червень, коли випадає 274 міліметри опадів, а найсухіший — жовтень, де випадає 71 міліметр опадів.

## Реактори
Китай будує на острові два реактори для виробництва збройового плутонію. За оцінками військових планувальників, CFR-600 може відіграти вирішальну роль у збільшенні китайських запасів боєголовок до 1500 до 2035 року з приблизно 400, які має наразі.